# Episodi di Son of Zorn
La prima e unica stagione della serie televisiva Son of Zorn è stata trasmessa in prima visione negli Stati Uniti dall'11 settembre 2016 al 19 febbraio 2017 su Fox.
In Italia la stagione verrà trasmessa in prima visione su Fox Animation, canale a pagamento della piattaforma satellitare Sky, dal 9 marzo al 20 aprile 2017.
| n° | Titolo originale              | Titolo italiano                    | Prima TV USA      | Prima TV Italia |
| -- | ----------------------------- | ---------------------------------- | ----------------- | --------------- |
| 1  | Return to Orange County       | Ritorno a Orange County            | 11 settembre 2016 | 9 marzo 2017    |
| 2  | Defender of Teen Love         | La pietra della visione            | 25 settembre 2016 | 9 marzo 2017    |
| 3  | The War of the Workplace      | Guerra in ufficio                  | 2 ottobre 2016    | 16 marzo 2017   |
| 4  | The Weekend Warrior           | Lo spara-lava                      | 16 ottobre 2016   | 16 marzo 2017   |
| 5  | A Taste of Zephyria           | Un assaggio di Zephyria            | 23 ottobre 2016   | 23 marzo 2017   |
| 6  | A Tale of Two Zorns           | I due Zorn                         | 6 novembre 2016   | 23 marzo 2017   |
| 7  | The Battle of Thanksgiving    | La battaglia del Ringraziamento    | 13 novembre 2016  | 30 marzo 2017   |
| 8  | Return of the Drinking Buddy  | Il ritorno del compagno di sbronze | 4 dicembre 2016   | 30 marzo 2017   |
| 9  | The War on Grafelnik          | Grafenik vs Natale                 | 11 dicembre 2016  | 6 aprile 2017   |
| 10 | Radioactive Ex-Girlfriend     | La ex radioattiva                  | 8 gennaio 2017    | 6 aprile 2017   |
| 11 | The Battle of Self-Acceptance | La battaglia dell'autoaccettazione | 22 gennaio 2017   | 13 aprile 2017  |
| 12 | The Quest for Craig           | Alla ricerca di Craig              | 12 febbraio 2017  | 13 aprile 2017  |
| 13 | All Hail Son of Zorn          | Lunga vita a re Alangulon!         | 19 febbraio 2017  | 20 aprile 2017  |

## Ritorno a Orange Country
- Titolo originale: Return to Orange County
- Diretto da: Eric Appel
- Scritto da: Reed Agnew & Eli Jorné

### Trama
Zorn è un guerriero e difensore dell'isola di Zephyria nel Pacifico meridionale. A seguito di una recente battaglia contro i suoi nemici, Zorn si reca in California per riconnettersi con suo figlio Alangulon (alias "Alan") e scopre che la sua ex moglie Edie è fidanzata. Dopo aver realizzato che Alan lo odia per essere stato per lo più assente dalla sua vita, Zorn decide di non tornare a Zephyria e trova lavoro in città presso Sanitation Solutions.
- Guest star: Lori Alan per la voce di Laseron, Jess Harnell per la voce di Skunk Man, Tony Revolori nel ruolo di Scott, Rob Riggle per la voce di Headbutt Man
- Ascolti USA: telespettatori 6.130.000[1]

## La pietra della visione
- Titolo originale: Defender of Teen Love
- Diretto da: Eric Appel
- Scritto da: Eli Jorné

### Trama
Zorn usa la Pietra della vista per aiutare Alan ad avvicinarsi alla sua cotta, Nancy. Anche se Alan vede questo come uno stalking, non può fare a meno di sfruttarlo a suo vantaggio. Nel frattempo, Edie spinge Zorn a spostare le sue scatole fuori dal garage e nel suo appartamento.
- Guest star: Alice Lee nel ruolo di Nancy, Mark Proksch nel ruolo di Todd, Tony Revolori nel ruolo di Scott, Horatio Sanz nel ruolo dell'autista Uber
- Ascolti USA: 2.650.000[2]

## Guerra in ufficio
- Titolo originale: The War of the Workplace
- Diretto da: Eric Appel
- Scritto da: Monica Padrick

### Trama
Quando qualcuno ruba la salsa piccante dalla sala relax di Sanitation Solutions, Zorn tenta di reagire con i suoi colleghi secondo il suo stile di combattimento. Nel frattempo, Alan cerca di abbandonare una sessione di nuoto durante la lezione di ginnastica per paura di svelare il suo segreto, mentre viene vittima di bullismo da parte di uno studente di nome Warren. Nel processo, Alan impara qualcosa su se stesso che non aveva mai saputo.
- Guest star: Bryce Johnson nel ruolo di Derek, Bobby Lee nel ruolo di Jakton, Noah Munck nel ruolo di Warren
- Ascolti USA: 3.6400.000[3]

## Lo spara-lava
- Titolo originale: The Weekend Warrior
- Diretto da: Payman Benz
- Scritto da: Elijah Aron & Jordan Young

### Trama
Zorn cerca di essere un "papà simpatico" quando Alan trascorre il fine settimana con lui, ma le cose prendono una piega inaspettata quando si presenta Jeff, l'amico di Alan.
- Guest star: Nyima Funk nel ruolo di Shirley, Cameron Monaghan nel ruolo di Jeff, Mark Proksch nel ruolo di Todd, Tony Revolori nel ruolo di Scott, Cedric Yarbrough nel ruolo di Bill
- Ascolti USA: 3.780.000[4]

## Un assaggio di Zephyria
- Titolo originale: A Taste of Zephyria
- Diretto da: Bill Benz
- Scritto da: Dan Mintz

### Trama
Zorn cerca di insegnare ad Alan la sua cultura zefiriana. Nel frattempo, Edie entra in guerra con i suoi nuovi vicini per il loro gnomo da giardino parlante.
- Guest star: Jess Harnell per la voce di Animal Pelts, Clara Mamet nel ruolo di Layla, Nate Mooney nel ruolo di Frank, Mark Proksch  nel ruolo di Todd, Tony Revolori nel ruolo di Scott
- Ascolti USA: 2.270.000[5]

## I due Zorn
- Titolo originale: A Tale of Two Zorns
- Diretto da: Eric Appel
- Scritto da: Greg Gallant

### Trama
Dopo aver visto Alan e Craig legare grazie al loro videogioco preferito, Zorn usa il suo doppio manichino "Mecha-Zorn" per sgattaiolare fuori dal lavoro e aspettare in fila con Alan per l'ultimo gioco della serie. Nel frattempo, Edie e Linda usano "Mecha-Zorn" per sfogare le loro frustrazioni nei confronti del vero Zorn.
- Guest star: Beth Dover nel ruolo di Bridget, Mark Proksch nel ruolo di Todd
- Ascolti USA: 2.080.000[6]

## La battaglia del Ringraziamento
- Titolo originale: The Battle of Thanksgiving
- Diretto da: Payman Benz
- Scritto da: Jon Kern

### Trama
Dopo un discorso di incoraggiamento con Linda, Zorn interrompe la cena del Ringraziamento di Edie per dimostrare a sua madre che è maturato, solo per sentire le sue opinioni su Zephyria. Nel frattempo, Alan cerca di adulare sua nonna in modo che sia lei a pagare il suo campo estivo di musica.
- Guest star: Sarah Koenig come narratore, Nick Offerman per la voce del Dr. Klorpnis
- Ascolti USA: 3.640.000[7]

## Il ritorno del compagno di sbronze
- Titolo originale: Return of the Drinking Buddy
- Diretto da: Eric Appel
- Scritto da: Reed Agnew

### Trama
Il vecchio amico di Zorn, Headbutt Man, è in visita da Zephyria, tranne per il fatto che ora è sobrio e esce con l'ex collega di Edie, Elizabeth. Nel frattempo, Alan viene invitato a una festa alla quale partecipa la sua cotta Layla, dove deve portare la figlia di Headbutt Man, Headbutt Girl.
- Guest star: Jillian Bell per la voce di Dorothy Clementina / Headbutt Girl, Alex Borstein nel ruolo di Elizabeth, Brian Huskey nel ruolo di Josh, Clara Mamet nel ruolo di Layla, Mark Proksch nel ruolo di Todd, Rob Riggle per la voce di Headbutt Man
- Ascolti USA: 3.120.000[8]

## Grafenik vs Natale
- Titolo originale: The War on Grafelnik
- Diretto da: Eric Appel
- Scritto da: Kevin Etten

### Trama
Diviso tra la celebrazione del Natale di Edie e del Grafelnik di Zorn, la festa della vendetta zefiriana, Alan scopre di poter usare entrambe le festività per mettere i suoi genitori l'uno contro l'altro e ottenere regali migliori. Nel frattempo, Craig cerca di affrontare la sua paura di Babbo Natale.
- Guest star: Mark Proksch nel ruolo di Todd, Tony Revolori nel ruolo di Scott
- Ascolti USA: 2.880.000[9]

## La ex radioattiva
- Titolo originale: Radioactive Ex-Girlfriend
- Diretto da: Bill Benz
- Scritto da: Amelie Gillette

### Trama
Edie e Craig stanno organizzando una festa di fidanzamento, alla quale invitano Zorn e Linda. Avendo bisogno di un più uno, Zorn chiama la sua ex ragazza radioattiva di Zephyria, Radiana, come sua più uno e cerca di mantenerla calma per evitare una fusione radioattiva. Mentre è preoccupata per la performance del bicchiere musicale di Alan, che farà davanti a tutti (inclusa Layla), Edie ha notato che Zorn pomiciare con Radiana ha avuto alcuni effetti collaterali radioattivi su di lui.
- Guest star: Clara Mamet nel ruolo di Layla, Olivia Wilde per la voce di Radiana
- Ascolti USA: 4.260.000[10]

## La battaglia dell'autoaccettazione
- Titolo originale: The Battle of Self-Acceptance
- Diretto da: Bill Benz
- Scritto da: Elijah Aron & Jordan Young

### Trama
Per andare a nuotare con Layla, Alan prende un farmaco che trasforma i corpi animati di Zephyrian in live-action. Ma quando il campione gratuito finisce, il ritiro lo rende completamente animato. Craig si allena con Zorn, sperando di fornire tutto ciò di cui Edie ha bisogno. L'amministratore delegato di Sanitation Solutions, Blake Erickson, retrocede Linda, sostituendola con un servile Todd. Zorn si rende conto che Linda, non più il suo capo, è una donna. Edie e Zorn condividono un momento tenero in cui aiuta sensibilmente Alan ad accettare se stesso; Alan rivela le sue vere gambe a Layla, che lo accetta con un bacio, mentre Craig lascia Edie e la incoraggia a stare con Zorn. Edie va all'appartamento di Zorn e lo trova a letto con Linda.
- Guest star: John Marshall Jones nel ruolo di Blake Erickson, Clara Mamet nel ruolo di Layla, Nick Offerman per la voce del Dr. Klorpnis, Mark Proksch nel ruolo di Todd, Gary Anthony Williams per la voce del Reverendo e Sir Pent
- Ascolti USA: 2.000.000[11]

## Alla ricerca di Craig
- Titolo originale: The Quest for Craig
- Diretto da: Jared Hess
- Scritto da: Mark Stegemann & Matt Roller

### Trama
Craig non è in contatto con Edie da giorni, in seguito all'incidente con la droga Zephyrian di Alan. Edie chiede a Zorn e Linda di aiutarla a trovarlo. Nel frattempo, Alan permette di mostrare le sue gambe animate davanti ai suoi compagni di classe, che ne rimangono colpiti. Le potenti gambe animate di Alan portano l'allenatore di football a chiedere ad Alan di unirsi alla squadra di football quando il suo calciatore principale viene espulso.
- Guest star: Pete Gardner nel ruolo dell'allenatore di Football, Tymberlee Hill nel ruolo di Diane, Clara Mamet nel ruolo di Layla, Isiah Whitlock Jr. nel ruolo di Robert
- Ascolti USA: 1.400.000[12]

## Lunga vita a re Alangulon!
- Titolo originale: All Hail Son of Zorn
- Diretto da: Claire Scanlon
- Scritto da: Reed Agnew

### Trama
Edie e Craig si preparano per il loro matrimonio. Zorn è determinato a dimostrare il suo impegno a vivere nella contea di Orange vendendo tutte le sue armi zefiriane a una svendita, nonostante i suoi alleati zefiriani vogliano che tornasse per aiutare a combattere le forze di Lord Vulchazor. Dato che Layla non vuole parlare con Alan dopo che lui l'ha lasciata per la squadra di football, riceve aiuto da Zorn per trovare un modo per tornare insieme a lei. Allo stesso tempo, Linda lavora per impressionare il CEO Blake Erickson abbastanza da permetterle di riavere la sua vecchia posizione presso Sanitation Solutions, dopo che Todd si è dimesso. Dopo essere tornato insieme a Layla la sera del ballo di fine anno, Alan scopre di essere incinta a causa della sua eredità zefiriana. Nella scena finale, Zorn viene catturato dalle forze di Lord Vulchazor e finisce su una nave mercantile che naviga verso Zephyria, dove Lord Vulchazor non è a conoscenza che il Bastone di Quiv che sta cercando è stato venduto alla svendita di Zorn.
- Guest star: Fred Armisen per la voce di Lord Vulchazor, Jess Harnell per la voce di Demon Spirits e Mudman, Keegan-Michael Key per la voce di Gobos il Grande, Clara Mamet nel ruolo di Layla, Mark Proksch nel ruolo di Todd, Lakshmi Singh nel ruolo di herself, Giorgia Whigham nel ruolo di Shannon
- Ascolti USA: 1.580.000[13]